# Scherzo (Ropartz)
Pour les articles homonymes, voir Scherzo.
Le Scherzo en si mineur est une pièce pour piano composée par Guy Ropartz en 1916. Dédiée au pianiste Édouard Risler, la partition est publiée en 1917 par les éditions Durand.

## Genèse
Guy Ropartz compose son Scherzo en 1916. Dédiée au pianiste Édouard Risler, la partition est publiée en 1917 par les éditions Durand.

## Présentation
L'œuvre est en un seul mouvement, Vif en si mineur, « rythmé dans ce 
 si cher à Ropartz ». Guy Sacre signale, en effet, « son goût (jusqu'à l'obsession !) pour la mesure à cinq temps ». 

## Postérité
En 1987, Harry Halbreich commente seulement les Jeunes filles de Ropartz dans ses œuvres pour piano. Pour Guy Sacre, il s'agit d'« une façon de chef-d'œuvre, huit pages alertes, sans graisse inutile ni ornements superflus : chaque mesure y a son juste poids de musique ; et quel plaisir instrumental ! »

### Ouvrages généraux
- Harry Halbreich et François-René Tranchefort (dir.), Guide de la musique de piano et de clavecin, Paris, Fayard, coll. « Les Indispensables de la musique », 1987, 869 p. (ISBN 978-2-213-01639-9), « Guy Ropartz », p. 619.
- Guy Sacre, La musique pour piano : dictionnaire des compositeurs et des œuvres, vol. II (J-Z), Paris, Robert Laffont, coll. « Bouquins », 1998, 2998 p. (ISBN 978-2-221-08566-0), « Guy Ropartz », p. 2309-2319.

### Monographies
- Mathieu Ferey et Benoît Menut, Joseph-Guy Ropartz : Le pays inaccessible, Genève, Éditions Papillon, coll. « Mélophiles » (no 18), 2005, 167 p. (ISBN 978-2940310258).

## Discographie
- Guy Ropartz : Œuvres pour piano par Stéphane Lemelin (15-17 janvier 2001, Montréal, CD ATMA Classique, ACD2 2255)avec les Jeunes filles, les Musiques au jardin et les Nocturnes no 1, no 2 et no 3.